# Die Glocke (Stuttgart)

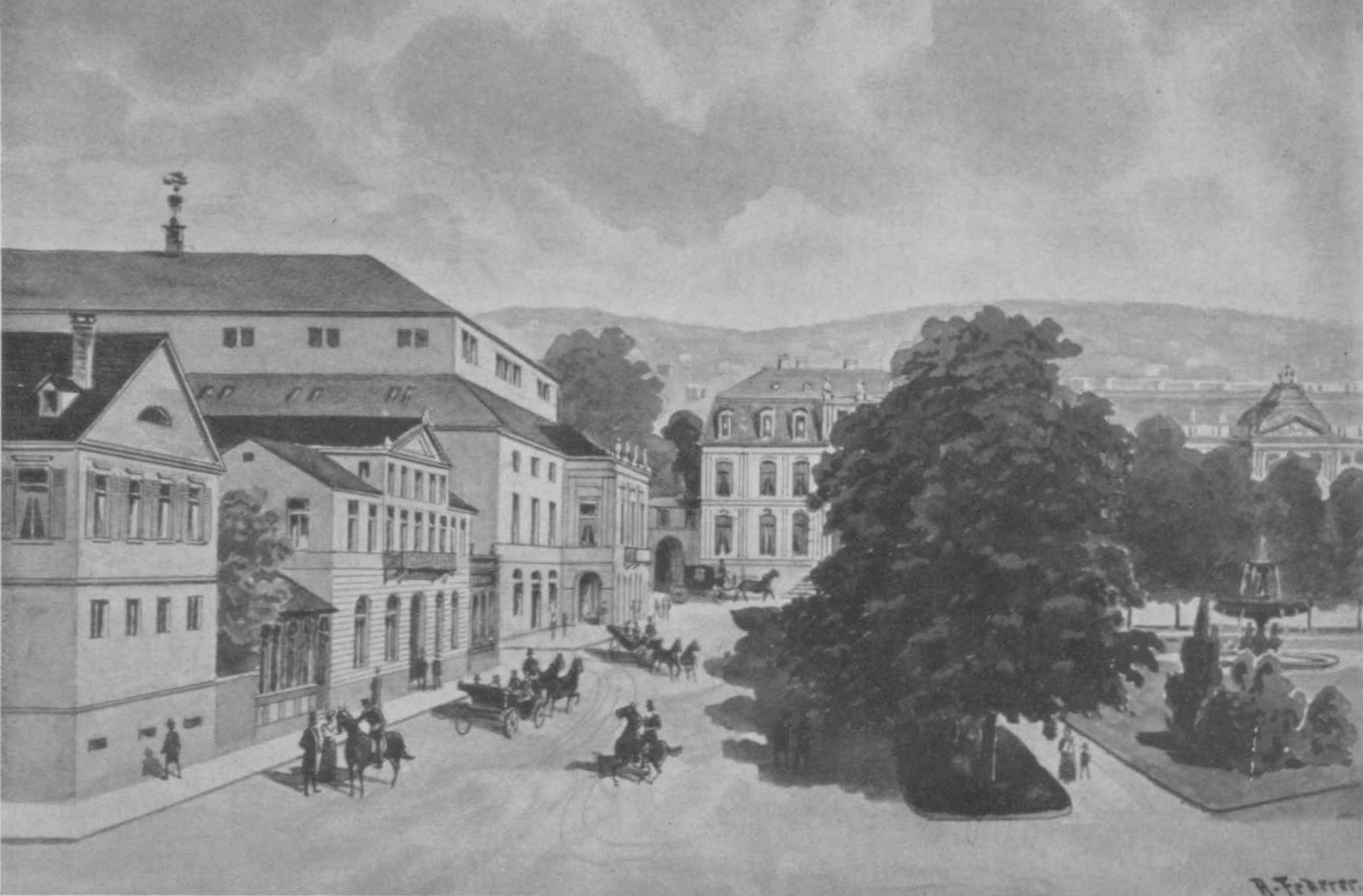
Café Marquardt, Hoftheater und Neues Schloss in Stuttgart. Treffpunkt der Glocke-Mitglieder war die „Glockenstube“, ein Saalbau im Garten des Cafés zwischen den beiden Einzelgebäuden. → Bildkommentar

Die Glocke war ein Zusammenschluss von literarisch interessierten Männern in Stuttgart, die sich zwischen 1843 und 1849 wöchentlich in einem Saal im Garten des Café Marquardt zur geselligen Unterhaltung und gegenseitigen Mitteilung literarischer und künstlerischer Arbeiten trafen.

## Verein

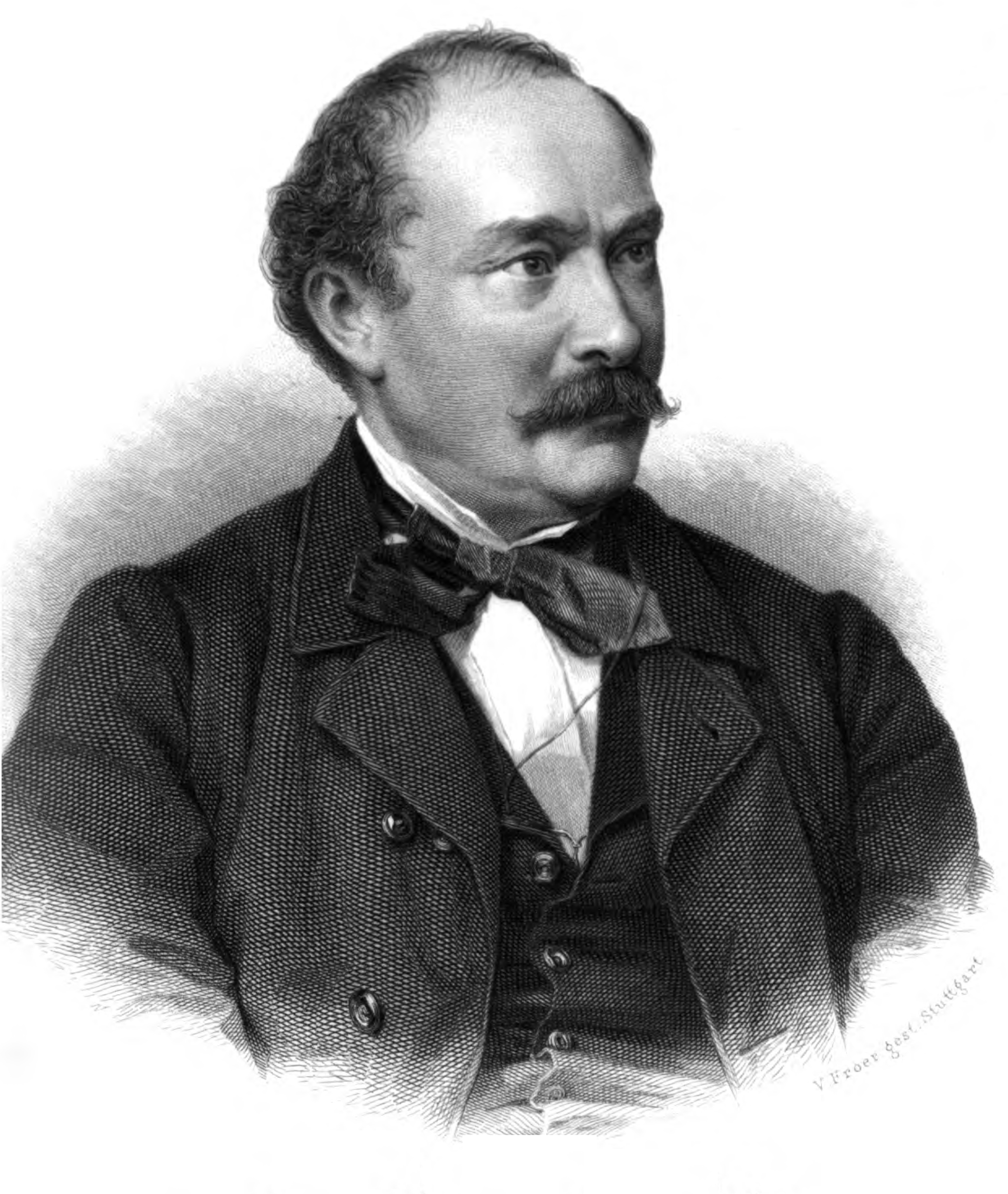
Friedrich Wilhelm Hackländer

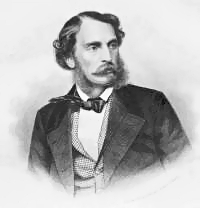
Franz Dingelstedt

Die Glocke wurde 1843 von den Schriftstellern Friedrich Wilhelm Hackländer und Franz Dingelstedt gegründet. Hackländer war Sekretär von Kronprinz Karl, und Dingelstedt war Vorleser und Bibliothekar von König Wilhelm. Der Verein war „eine humoristisch-literärische Garçons-Gesellschaft“ „für Kunst und Kunstgenossen zu allerlei Kurzweil und Amusemento, gleichsamlig ein Orden der Nichtsthuerei und Vergnügsamlichkeit“.
Der Vereinsname erklärt sich daraus, dass die Organisationsstruktur und die Rituale des Vereins sich an den einzelnen Bestandteilen einer Glocke und ihrer Bedeutung für eine organisatorische Verbildlichung orientierten. Die Gesellschaft bestand „theils aus Künstlern, Schriftstellern und Gelehrten, anderntheils aus gescheidten Leuten jedes nur möglichen Standes“. Galionsfigur und Protektor des Vereins war der junge Kronprinz, dessen Mitgliedschaft viele andere zur Teilnahme anspornte. Als „Glockenmeister“ fungierte Hugo Prinz zu Hohenlohe-Oehringen, die „Beamten“ wurden als Altgeselle, Hammer, Mantel, Seil und Schwengel tituliert, der Schatzmeister hieß Klingelbeutel und die übrigen Mitglieder waren Glockenzieher.
1844 baute der Verein auf Aktien ein eigenes Lokal im Garten zwischen den beiden Einzelgebäuden des Café Marquardt. Das Lokal bestand aus einem geräumigen Saalbau mit einer gewölbten Decke nach Art alter Glockenstuben.

## Mitglieder
Außer den beiden Gründern und dem Kronprinz gehörte zu dem Verein alles, „was in Malerei, Dichtkunst, Architektur und sonst mit Auszeichnung genannt wurde“, außerdem Mitglieder „der besten Häuser des Adels, die sich für Kunst und Wissenschaft interessierten, sowie hochgestellte Beamte“.
Bekanntere Mitglieder waren die Schriftsteller Emanuel Geibel und August Lewald, die Maler Heinrich von Rustige und Johann Baptist Zwecker, die Architekten Christian Friedrich von Leins und Karl Etzel und der Komponist Franz Liszt, der das von Dingelstedt gedichtete Bundeslied komponierte: „Heil unserer Glocke, Heil / Heil Hammer, Mantel, Seil / Heil unserer Glocke, Heil.“